# Los Seixos (Salàs de Pallars)
Los Seixos és el nom de diversos indrets del terme de Salàs de Pallars, al Pallars Jussà.
Un d'ells és una partida muntanyosa semiboscosa, amb clarianes rocoses i camps conreats, situada a la llenca estreta del terme salassenc que puja cap al nord-oest, en direcció a la Roca Lleuda.
Un altre, és la continuació cap al sud-est del Bosc de Salàs, al límit del terme amb Conca de Dalt (antic terme de Toralla i Serradell). Es tracta d'un coster rocós, també en part conreat.

## Etimologia
Segons Joan Coromines, un sas o un seix és un planell allargat en forma de terrassa, no àrida ni fèrtil, sovint amb conreus magres i coberta de matolls, que sovint solia estar plantat de vinya. Procedeix d'un ètim preromà, sasso-, emparentat amb una arrel indoeuropea, sasio-, que apareix associada al color gris.